# 中国四国地方環境事務所
中国四国地方環境事務所（ちゅうごくしこくちほうかんきょうじむしょ）は、岡山市にある環境省の地方支分部局で、中国・四国地方9県を管轄している。

## 管轄区域
- 島根県、岡山県、広島県、山口県、徳島県、香川県、愛媛県、高知県
- 鳥取県（ただし山陰海岸国立公園の区域は近畿地方環境事務所が管轄[1]）

## 組織
- 中国四国地方環境事務所 （岡山第2合同庁舎）
  - 総務課
  - 資源循環課
  - 環境対策課
  - 国立公園課
  - 野生生物課
  - 自然環境整備課

## 管内事務所
- 中国四国地方環境事務所 直轄
  - 岡山自然保護官事務所（中国四国地方環境事務所内）
  - 広島事務所（広島市中区、広島合同庁舎）
  - 大山隠岐国立公園管理事務所（鳥取県米子市、米子地方合同庁舎）
    - 松江管理官事務所（島根県松江市、松江地方合同庁舎）
    - 隠岐管理官事務所（島根県隠岐郡隠岐の島町、隠岐の島地方合同庁舎）
- 四国事務所（香川県高松市、高松サンポート合同庁舎）
  - 高松自然保護官事務所（四国事務所内）
  - 松山自然保護官事務所（愛媛県松山市、松山若草合同庁舎）
  - 土佐清水自然保護官事務所（高知県土佐清水市）

## 管内の国立公園
- 瀬戸内海国立公園
- 大山隠岐国立公園
- 足摺宇和海国立公園